# Brett Angell
Brett Ashley Mark Angell (Marlborough, 20 agosto 1968) è un ex calciatore inglese, di ruolo attaccante.
Nella stagione 1990-1991 è inserito nella squadra dell'anno della PFA della Third Division. Nell'ottobre 2002 lo Stockport County, squadra per la quale ha segnato 97 gol in 241 partite di campionato, lo inserisce nella propria Hall of Fame. Nel novembre 2006 il Cheltenham Town lo inserisce tra i migliori 50 calciatori che abbiano mai giocato per il club. Suo fratello, Darren, è stato anch'egli un calciatore.

## Carriera

### Club
Prodotto delle giovanili del Portsmouth, inizia la carriera come difensore e nel 1987 il Cheltenham Town lo acquista, portandolo a giocare nella quinta divisione inglese: qui il tecnico John Murphy lo sposta in attacco e i 15 gol in 25 sfide di campionato convincono il Derby County ad acquistarne le prestazioni in cambio di 40000 € (45000 £) nel febbraio del 1988. Nella seconda divisione inglese Angell fa solo panchina e nell'ottobre seguente è ceduto a titolo definitivo allo Stockport County, che lo paga 33000 €. In quarta divisione, Angell ha più spazio con l'arrivo del nuovo allenatore Danny Bergara nel marzo seguente e nella seconda stagione firma 23 reti in 44 presenze di campionato, laureandosi capocannoniere del torneo: nonostante ciò, a causa dell'eliminazione del club ai play-off, richiede il trasferimento e a fine stagione il Southend United, club di terza categoria, lo compra per 100000 £. Lo Stockport County aveva richiesto 250000 £ ma il Southend United aveva fatto un'offerta di 15000 £ e alla fine un tribunale della Football League dispose che il Southend United dovesse pagare una tassa di 100000 £ allo Stockport County, nonostante lo Stockport County abbia dovuto pagare 19500 £ al Derby County di comune accordo come parte di una clausola precedente.
Angell non delude le aspettative e realizza 15 marcature in 42 incontri di campionato alla prima stagione, contribuendo alla promozione del club in seconda categoria. Nella stagione 1991-1992 mette a segno 21 gol in 43 sfide di campionato, sfiorando il titolo di miglior marcatore del torneo. Nelle due stagioni seguenti di Division One (il secondo livello del calcio inglese), Angell è schierato con meno frequenza, arrivando a segnare 11 gol in 30 partite. Nel settembre del 1993 l'Everton, società di Premier League, lo ottiene in prestito nel mese di settembre e dopo aver fatto la spola anche a dicembre, i Toffees lo acquistano a titolo definitivo per l'equivalente di 0,5 milioni di sterline (160000 £ di queste vanno allo Stockport County in base a un accordo tribunale stabilito quattro anni prima).
Le sue prestazioni a Liverpool sono mediocri (20 presenze e 1 gol sottoporta contro il Chelsea in tutta la stagione) ma nonostante ciò, l'Everton riesce a rivenderlo al Sunderland a 0,6 milioni di euro. Qualche anno dopo, risulta quindicesimo in una classifica dei 50 peggiori attaccanti che abbiano mai giocato in Premier League.
A Sunderland, in seconda divisione, gioca 11 sfide tra campionato e coppa di lega, segnando solamente un gol in quest'ultima competizione contro il Preston. È ampiamente considerato dai tifosi di entrambi i club (Everton e Sunderland) come uno dei peggiori calciatori che abbiano mai giocato per entrambe le compagini, dove non è riuscito a replicare lo stato di forma che aveva nelle divisioni minori.
Durante il suo fallimentare periodo al Sunderland, la squadra lo presta a Sheffield United e WBA, prima di cederlo nuovamente in prestito allo Stockport County: sigla 8 reti in 18 sfide di terza divisione, convincendo quest'ultimo club a riscattarne il cartellino per 120000 £ nel novembre 1996. Nelle successive tre stagioni va sempre in doppia cifra, mettendo a segno 50 reti in 126 partite di campionato tra Division Two e One. Lo Stockport County lo cede in prestito nella stagione 1999-2000 a Notts County (5 reti in 6 incontri di campionato) e Preston North End (8 marcature in 15 sfide di Division Two), dove vince il suo primo titolo grazie al successo in Division Two. Nell'estate 2000 passa a titolo gratuito al Walsall, club di Division Two che anche grazie al contributo di Angell in termini di gol (13 in 41 giornate) vince i play-off e passa in Division One. Angell termina la carriera a Londra, tra le file del QPR, in Division Two. Nel luglio 2003, Angell si stava trasferendo in Irlanda del Nord per giocare con il Linfield ma l'affare saltò quando rifiutò di fare dei provini prima di firmare il contratto.
Totalizza 490 presenze e 178 gol tra i vari campionati e più di 200 marcature in 540 incontri in tutte le competizioni, alla media di 0,36 reti a partita.

## Palmarès

### Club

#### Competizioni nazionali
- Second Division: 1

Preston: 1999-2000

### Individuale
- Capocannoniere della Fourth Division: 1

1989-1990 (23 gol)
- Capocannoniere della Third Division: 1

1990-1991 (26 reti, ex aequo con Tony Philliskirk)